# Montalbanejo
Montalbanejo település Spanyolországban, Cuenca tartományban.  Lakosainak száma 84 fő (2024).

## Népesség
A település népessége az utóbbi években az alábbiak szerint változott:
| Lakosok száma | 192  | 177  | 157  | 141  | 132  | 121  | 109  | 103  | 99   | 84   |
|               | 2001 | 2004 | 2006 | 2009 | 2011 | 2014 | 2016 | 2019 | 2021 | 2024 |